# Wesleyanisme
Pour les articles homonymes, voir Wesleyan.

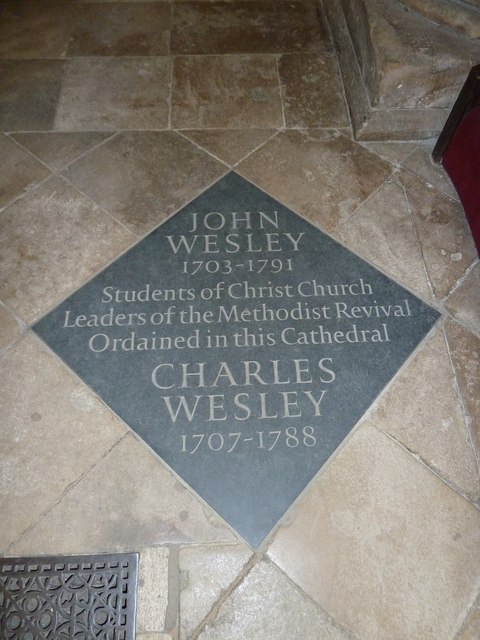
Plaque commémorative de john Wesley et Charles Wesley.

Le wesleyanisme ou théologie wesleyaniste est une théologie chrétienne basée sur les enseignements de John Wesley selon la perspective méthodiste, qui forme une branche du protestantisme. Le concept central de cette théologie est la vie sainte du chrétien : aimer Dieu de tout son cœur, de tout son esprit et de toute son âme, ainsi qu'aimer son prochain comme soi-même. Les enseignements de Wesley insistent sur l'expérience religieuse et la responsabilité morale. Axé sur la sanctification, le wesleyanisme se rattache à la perfection chrétienne.
Wesleyan est la forme adjectivée anglaise du nom propre Wesley qui réfère soit à John Wesley, le fondateur du méthodisme, soit à une ou l’autre des églises méthodistes qui en découlent. Une "Église wesleyenne" s’est par exemple séparée de l’Église méthodiste épiscopale en 1843. La forme française de cet adjectif anglais est "wesleyen".